# ハコイリのムスメ
『ハコイリのムスメ』は、池谷理香子による日本の漫画作品。『Cookie』（集英社）2015年5月号から2021年11月号まで連載された。その後同誌2022年1月号にて番外編が掲載された。
第6回anan漫画大賞で準大賞に選出された。2022年1月時点で単行本の累計発行部数は電子版を含めて220万部を突破している。

## あらすじ
祖父が一代で財を成した園田家の高校3年生の珠子は、地元のお嬢様学校であるエスカレーター式の女子校に幼稚園から通い、厳しい門限や外出制限を課せられながら箱入り娘として素直に育ってきた。そんな珠子にも彼氏ができ、初めての恋愛に心を躍らせるが、彼から東京の専門学校に進学すると言われ、彼と離れたくない珠子は、理由をごまかして東京の大学に進学したいと祖父に直談判するも猛反対される。その時、祖父の元に融資の申込みに来ていた地元の名料亭「つがわ」の夫妻がいたが、東京のことで頭がいっぱいになっていた珠子の視界には入ってなかった。応接室の外で待っていた「つがわ」の長男・紀之の整った顔立ちに思わず見とれた珠子は、後になって津川家の事情を知り、東京行きを諦める代わりに「つがわ」への融資を祖父にお願いする。珠子が紀之に恋をしたと勘違いした珠子の母は、紀之の将来性を進言し、融資の引き換えに2人を婚約させ、紀之が将来、園田の会社に入ることで両家の間で話がまとまった。当然のことながら、店のために息子を売ったのかと、紀之はこの取り決めに怒って反対するが、珠子は大学を卒業したら自分から婚約を破棄するから、それまでに料亭の経営を立て直せば、津川家は路頭に迷わずに済み、珠子自身も念願の東京行きが叶うからと説得し、偽装婚約が成立する。珠子は紀之と同じ大学に補欠で合格し、祖父の言いつけで紀之は珠子を守るために同居することになる。
上京して10日、彼氏におかずの差し入れに行った珠子は、キス以上の仲に進展させてくれず、ババ臭い料理ばかり持ってくる珠子とはもう付き合えないと振られてしまう。後日、世間知らずの珠子は先輩に酒を飲まされ酔いつぶれ、危うく連れて行かれそうになったところを、間一髪で紀之に助けられる。酔った珠子は介抱する紀之に、どうせなら大学生活を謳歌して欲しいと話す。バイトを掛け持ちし、サークルに興味を示していなかった紀之は、親友に誘われていたフットサルサークルに入ることにする。

## 登場人物
園田 珠子
祖父が一代で財を成した資産家、園田家の孫娘。幼稚園から高校まで、地元のエスカレーター式のお嬢様学校・華岡女学院に通う。祖父、母、お手伝いの女性・クマとの4人暮らし。たった一人の跡取りであるため、祖父から溺愛されており、門限は午後5時（休日は午後4時）、外出は家族同伴など、厳しい制限を課せられながら育った。
彼氏と離れたくないという不純な動機で東京進学を直訴し、紀之との婚約という形で認められる。
津川 紀之
名料亭「つがわ」の長男。眉目秀麗、成績優秀、スポーツ万能で、年の離れた弟・弘之の面倒もよく見る、よくできた息子と評判。
珠子との婚約の代わりに料亭への融資が認められ、一度は反発するが、偽装婚約でいいからという珠子の口車に乗ってしまう。大学では不干渉、珠子とは遠い親戚という間柄という設定などルールを決めて同居を容認した。
木嶋 卓
紀之とは小学校からの幼なじみで、大学も同じ学部。フットワークが軽く、顔も広い。酔いつぶれた珠子を紀之と介抱した際に、2人の事情を全て聞かされる。
佐久
珠子の大学の友達。同郷の先輩に憧れて、彼と同じイベントサークルに入ろうと新歓コンパに参加するが、彼の行いに失望してしまう。
沙羅
紀之と卓の高校の同級生。珠子とは正反対のタイプの女性。

## 書誌情報
- 池谷理香子 『ハコイリのムスメ』 集英社 〈マーガレットコミックス〉、全13巻
  1. 2015年9月25日発売[6][7]、ISBN 978-4-08-845453-5
  2. 2016年3月25日発売[8]、ISBN 978-4-08-845546-4
  3. 2016年10月25日発売[9]、ISBN 978-4-08-845656-0
  4. 2017年4月25日発売[10]、ISBN 978-4-08-845750-5
  5. 2017年12月25日発売[11]、ISBN 978-4-08-845872-4
  6. 2018年5月25日発売[12]、ISBN 978-4-08-844042-2
  7. 2018年11月22日発売[13]、ISBN 978-4-08-844115-3
  8. 2019年6月25日発売[14]、ISBN 978-4-08-844204-4
  9. 2019年12月25日発売[15]、ISBN 978-4-08-844273-0
  10. 2020年7月22日発売[16]、ISBN 978-4-08-844347-8
  11. 2021年3月25日発売[17]、ISBN 978-4-08-844455-0
  12. 2021年7月21日発売[18]、ISBN 978-4-08-844546-5
  13. 2022年1月25日発売[5]、ISBN 978-4-08-844614-1